# خانه مصری
خانه مصری مربوط به دوره قاجار است و در بروجرد، خیابان صفا، کوچه میدان صفا، مجاور پارک صامتیه واقع شده و این اثر در تاریخ ۲ بهمن ۱۳۸۲ با شمارهٔ ثبت ۱۰۸۷۳ به‌عنوان یکی از آثار ملی ایران به ثبت رسیده است.آخرین فرد از خاندان مصری که در این خانه زندگی کرده است حاج محمد صادق مصری از تجار بروجرد بوده است که در سال ۱۳۸۰ هجری شمسی درگذشت.